# 法沃罗勒 (康塔尔省)
法沃罗勒（法語：Faverolles，法語發音：[favʁɔl] ⓘ）是法国康塔尔省的一个旧市镇，属于圣弗卢尔区。2016年，法沃罗勒与临近的3个市镇合并为新市镇瓦勒达尔科米

## 地理
法沃罗勒（44°56'27"N, 3°8'46"E）面积32.19 平方千米，位于法国奥弗涅-罗讷-阿尔卑斯大区康塔爾省，该省份为法国中南部省份，位于法國中央高原中心，北起科雷兹省、上盧瓦爾省和多姆山省，西接洛特省和科雷兹省，南至阿韦龙省和洛特省，东临上盧瓦爾省和洛泽尔省。
与法沃罗勒接壤的市镇（或旧市镇、城区）包括：阿勒兹、昂格拉尔-德圣弗卢尔、弗里德丰、卢巴雷斯、圣马克、阿尔巴雷勒孔塔勒。

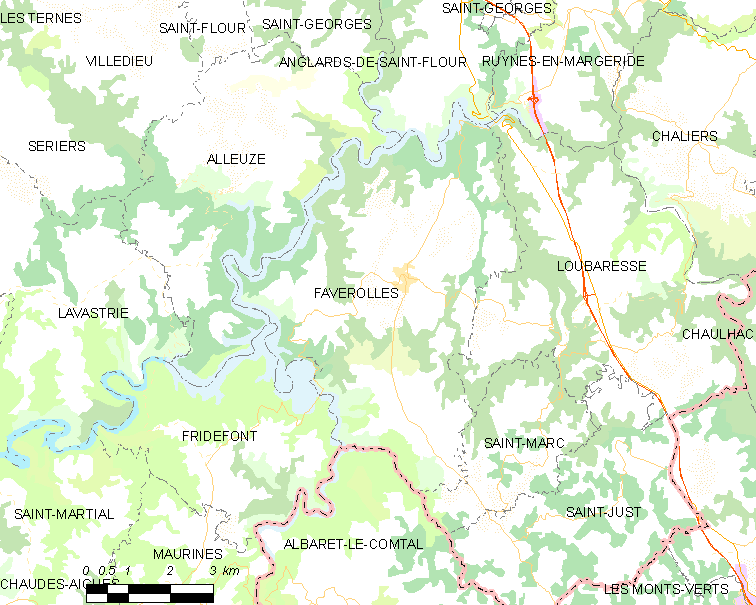
的OSM定位图

法沃罗勒的时区为UTC+01:00、UTC+02:00（夏令时）。

## 行政
法沃罗勒的邮政编码为15390，INSEE市镇编码为15068。

## 政治
法沃罗勒所属的省级选区为特吕耶尔河畔讷韦格利斯县。

## 人口

1962-2008年间人口变化图示

法沃罗勒于2018年1月1日时的人口数量为291人。